# Шофрон, Иштван
Иштван Шофрон (венг. Sofron István, рум. Istvan Shofron; 24 февраля 1988, Меркуря-Чук, Румыния) — румынский и венгерский хоккеист, правый нападающий. В настоящее время является игроком клуба «МАК Будапешт», выступающего в Словацкой экстралиге.

## Биография
Иштван Шофрон по национальности — венгр. Родился в румынском городе Меркуря-Чук, где живёт преобладающие количество венгров. Имеет два гражданства — румынское и венгерское. Выступает за сборную Венгрии. Младший брат — Адам, также хоккеист.

## Карьера

### Клубная
Иштван Шофрон начал свою карьеру в качестве хоккеиста в 2006 году за клуб «Фехервари Титанок», который выступал в венгерской хоккейной лиге. Несмотря на то, что по итогам сезона 2006/07 его команда заняла безнадёжное последнее место, выиграв всего лишь один раз за сезон в основное время и в овертайме, он стал лучшим снайпером в своей команде (17 шайб) и вторым бомбардиром клуба (24 очка). Хорошо показав себя в первый свой игровой сезон, перешёл в самый сильный клуб Венгрии «Альба Волан Секешфехервар». Первые два сезона 2007/08 и 2008/09 прошли не так ярко, с сезона 2009/10 стал лидером своей команды, становился бомбардиром своего клуба 2011/12 и 2012/13. В составе «Альба Волан» становился пятикратным чемпионом Венгрии. В 2012 году он стал лучшим бомбардиром в Австрийской лиге.
Летом 2013 года подписал контракт с немецким клубом «Крефельд Пингвин». В сезоне 2014/15 набрал наибольшее количество штрафных минут (110) в лиге.
В январе 2016 года вернулся в Австрийскую лигу, подписав контракт до конца сезона с «Клагенфуртом».

### Международная
В составе сборной Венгрии участник чемпионатов мира 1 дивизиона в 2010, 2011, 2012, 2013, 2014 и 2015 годах. Принимал участия в квалификационных турнирах на Зимние Олимпийские игры в 2009 и 2013 годах. На чемпионате мира 2015 (1 дивизион), завоевал серебро и помог своей сборной во второй раз в истории выйти в ТОП-дивизион.

## Достижения
- Чемпион Венгрии в составе клуба «Альба Волан» (2008, 2009, 2010, 2011, 2012)
- Лучший ассистент Австрийской лиге по итогам сезона 2011/12
- Самый недисциплинированный игрок (с наибольшим суммарным количеством штрафного времени) в Немецкой лиге по итогам сезона 2014/15

## Статистика

### Клубная
Последнее обновление: 18 августа 2018 года
| 2006-07                  | Фехервари Титанок        | Венгерская лига          | 30  | 17 | 7  | 24  | —   | —  | — | — | —  | —  |
| 2007-08                  | Альба Волан              | Австрийская лига         | 38  | 2  | 3  | 5   | 34  | —  | — | — | —  | —  |
| 2007-08                  | Альба Волан              | Венгерская лига          | 10  | 3  | 2  | 5   | 30  | 9  | 5 | 0 | 5  | 8  |
| 2008-09                  | Альба Волан              | Австрийская лига         | 53  | 5  | 9  | 14  | 62  | —  | — | — | —  | —  |
| 2009-10                  | Альба Волан              | Австрийская лига         | 53  | 11 | 14 | 25  | 58  | 5  | 0 | 1 | 1  | 2  |
| 2009-10                  | Альба Волан              | Венгерская лига          | —   | —  | —  | —   | —   | 7  | 4 | 2 | 6  | 4  |
| 2010-11                  | Альба Волан              | Австрийская лига         | 50  | 23 | 19 | 42  | 84  | —  | — | — | —  | —  |
| 2010-11                  | Альба Волан              | Венгерская лига          | —   | —  | —  | —   | —   | 7  | 7 | 4 | 11 | 8  |
| 2011-12                  | Альба Волан              | Австрийская лига         | 50  | 31 | 21 | 52  | 76  | 6  | 3 | 4 | 7  | 8  |
| 2011-12                  | Альба Волан              | Венгерская лига          | —   | —  | —  | —   | —   | 5  | 6 | 3 | 9  | 4  |
| 2012-13                  | Альба Волан              | Австрийская лига         | 53  | 19 | 24 | 43  | 49  | —  | — | — | —  | —  |
| 2013-14                  | Крефельд Пингвин         | Немецкая лига            | 48  | 8  | 13 | 21  | 57  | 5  | 2 | 1 | 3  | 6  |
| 2014-15                  | Крефельд Пингвин         | Немецкая лига            | 47  | 10 | 13 | 23  | 110 | 2  | 0 | 1 | 1  | 8  |
| 2015-16                  | Крефельд Пингвин         | Немецкая лига            | 27  | 2  | 5  | 7   | 20  | —  | — | — | —  | —  |
| 2015-16                  | Клагенфурт               | Австрийская лига         | 11  | 1  | 1  | 2   | 10  | 5  | 0 | 2 | 2  | 2  |
| 2016-17                  | Альба Волан              | Венгерская лига          | 49  | 15 | 15 | 30  | 85  | —  | — | — | —  | —  |
| 2017-18                  | Крефельд Пингвин         | ЕКХЛ                     | 25  | 4  | 8  | 12  | 25  | —  | — | — | —  | —  |
| 2017-18                  | Филлах                   | Австрийская лига         | 16  | 5  | 3  | 8   | 10  | —  | — | — | —  | —  |
| 2018-19                  | Альба Волан              | Австрийская лига         |     |    |    |     |     |    |   |   |    |    |
| Всего в Австрийской лиге | Всего в Австрийской лиге | Всего в Австрийской лиге | 297 | 91 | 90 | 181 | 363 | 11 | 3 | 5 | 8  | 10 |

### Международная
| Год   | Сборная | Турнир  | И  | Г  | ГП | О  | Штр |
| ----- | ------- | ------- | -- | -- | -- | -- | --- |
| 2010  | Венгрия | ЧМ Д1   | 5  | 1  | 2  | 3  | 2   |
| 2011  | Венгрия | ЧМ Д1   | 4  | 6  | 4  | 10 | 0   |
| 2012  | Венгрия | ЧМ Д1 А | 5  | 2  | 3  | 5  | 2   |
| 2013  | Венгрия | ЧМ Д1 А | 5  | 1  | 1  | 2  | 6   |
| 2014  | Венгрия | ЧМ Д1 А | 5  | 3  | 0  | 3  | 6   |
| 2015  | Венгрия | ЧМ Д1 А | 3  | 2  | 1  | 3  | 2   |
| 2016  | Венгрия | ЧМ      | 7  | 3  | 1  | 4  | 8   |
| 2018  | Венгрия | ЧМ Д1 А | 4  | 0  | 1  | 1  | 6   |
| Всего | Всего   | Всего   | 39 | 18 | 13 | 31 | 32  |